# Norman (Oklahoma)
Norman is een plaats (city) in de Amerikaanse staat Oklahoma, en valt bestuurlijk gezien onder Cleveland County.

## Demografie
Bij de volkstelling in 2000 werd het aantal inwoners vastgesteld op 95.694.
In 2006 is het aantal inwoners door het United States Census Bureau geschat op 102.827, een stijging van 7133 (7.5%).

## Geografie
Volgens het United States Census Bureau beslaat de plaats een oppervlakte van
490,8 km², waarvan 458,4 km² land en 32,4 km² water. Norman ligt op ongeveer 364 m boven zeeniveau.

## Plaatsen in de nabije omgeving
De onderstaande figuur toont nabijgelegen plaatsen in een straal van 16 km rond Norman.

## Geboren
- Karl Jansky (1905–1950), natuurkundige
- James Garner (1928-2014), acteur
- Candy Clark (1947), actrice
- David Salle (1952), kunstschilder
- Vince Gill (1957), countryzanger, muzikant, tekstschrijver en componist
- Milena Govich (1976), actrice
- David Plummer (1985), zwemmer
- Christopher Bell (1994), coureur in de NASCAR Cup Series